# Bureau d'études Novator
Le bureau d'études NPO Novator (Novator Design Bureau, OKB Novator, OKB Lyulev, russe : Опытное конструкторское бюро «Новатор» им. Люльева Л. В.) est une entreprise russe qui développe des missiles. il a été créé en 1947 à Sverdlovsk (Iekaterinbourg) en tant que « OKB-8 ». À la suite de la chute de l'Union soviétique, le bureau d'études est devenu indépendant de l'usine de production 1991, puis en 2001 il a fusionné avec d'autres entreprises de l'armement pour devenir Almaz-Antei.

## Histoire
Le Kalinin Machine-Building Plant (JSC MZiK de nos jours) contribua de manière importante à l'effort de guerre soviétique lors de la Seconde Guerre mondiale en produisant environ 20 000 canons antiaériens. Au lendemain de la guerre, Lev Lyulyev fut promu au rang d'ingénieur en chef de l'usine No. 8 et conçu les canons antiaériens KS-19 et KS-30. En 1947 il créa le bureau d'études supérieur (OGK) - renommé bureau d'étude expérimental (OKB) 8, du ministère de l'Industrie Aéronautique, pour le développement de canons antiaériens lourds. Comme le veut la tradition soviétique, on se réfère à l'OKB par son nom (Lyulyev). En 1957 le bureau d'études passa des canons antiaériens au missiles sol-air.
Lyulyev décéda le 1er novembre 1985. OKB-8 devint indépendant de l'usine en 1991, mais garda des relations avec celle-ci. Après la fin de la guerre froide, le Novator Production-Commercial Bureau fut mis en place afin de financer le bureau d'études. Cependant l'entreprise connut des difficultés financières dans les années 1990. Le 20 mars 1996 l'ingénieur général Valentin Smirnov fut tué, possiblement à la suite de la découverte de fraude dans l'entreprise.
En 2001, Novator fusionna avec d'autres entreprises du secteur des missiles sol-air pour créer Almaz-Antei. En 2004, Almaz-Antei signa un contrat avec le DRDO indien pour développer le missile K-100 "AWACS killer".

## Produits

### Canons antiaériens
- 1957 - KN-52 "zenith gun"

### Missiles Sol-Air
Les dates cités sont celles de l'entrée en service des missiles dans les Forces armées de l'Union soviétique (avant 1991) et de la fédération de Russie (après 1991).
- 1969 - 3M8 (renommé 9M8) missile à statoréacteur, fait partie du système de défense sol-air 2K11 Krug (code OTAN SA-4 'Ganef') d'une portée de 55 km (30 nmi).
- 1980 - 9M38 missile pour le système sol-air Bouk SA-11 "Gadfly" d'une portée de 35 km, suivi par les 9M38M1 et les 9M38M2.
- 1984 - 9M82 (portée de 40 km "Gladiator") et 9M83 (portée de 100 km plus défense ABM "Giant") missiles pour le système de défense sol-air S-300V (SA-12 "Gladiator"), replacement du SA-4
- 1995 - 53T6, SH-08, (ABM-3 "Gazelle") missiles d'interception endo-atmosphérique pour le système anti-balistique A-135 défendant Moscou.

### Missiles anti-sous-marins
OKB-8 fut le seul bureau d'études soviétique à développer des charges explosives pour des missiles de lutte anti-sous-marine comme le RPK-2 Viyuga (SS-N-15 "Starfish") et le RPK-6 Vodopad (SS-N-16 "Stallion")
- 1969 - 81R RPK-2 Vyuga (SS-N-15)
- 1980 - RU-90 Vyuga charge nucléaire de 5 kt sous-marine (SS-N-15)
- 1981 - RU-100 Vodopod  HE torpedo (SS-N-16A)
- 1984 - RU-100 Veter charge nucléaire sous-marine (SS-N-16B)

### Missiles de croisière lancés depuis un sous-marin
- 1984 - 3M10/RK-55 Granat (SS-N-21 'Sampson'), une version du missile de croisière Raduga Kh-55 depuis un sous-marin.

### Missiles air-air
- 2015 ? - K-100 "AWACS killer" avec une portée de 200–400 km. En développement conjoint avec l'Inde. Peut-être basé sur la cellule du 9M38, les noms antérieurs sont Izdeliye 172 ('Article 172'), AAM-L (RVV-L), KS-172, KS-1, 172S-1 et R-172.

### Missiles Surface-Surface
En avril 2010, Jane's Defence Weekly a annoncé le développement du Club-K, version containérisée de la famille de missile de croisière Club, avec 4 missiles antinavires ou anti-sol de Novator dans un conteneur de marchandise de 40 pieds (12 mètres). Les missiles sont visibles lorsque l'érecteur monte à la verticale. Les conteneurs peuvent être transportés par bateau, train ou camion de marchandises,,.